# Foundational Questions Institute
El Foundational Questions Institute ("Institut de Preguntes Fundacionals" en anglès), anomenat FQxI (abans FQXi), és una organització científica que ofereix subvencions per tal de "catalitzar, donar suport i difondre la investigació sobre qüestions fonaments de la física i la cosmologia". Va ser fundada l'any 2005 pels cosmòlegs Max Tegmark i Anthony Aguirre. Ha organitzat múltiples concursos de subvencions a tot el món (el 2006, 2008, 2010, 2013, 2015, 2017 i 2019), el primer dels quals va proporcionar 2 milions de dòlars EUA a 30 projectes. També organitza freqüents concursos d'assaig oberts al públic en general amb 40.000 dòlars en premis atorgats per un jurat i els millors textos són publicats en format llibre.
FQxI és una organització sense ànim de lucre independent, finançada amb fons filantròpics, dirigida per científics per a científics.
El finançament inicial de 6,2 milions de dòlars va venir d'una donació de la Fundació John Templeton, l'objectiu de la qual és conciliar ciència i religió. Tegmark ha afirmat que els diners van arribar "sense condicions". El Boston Globe va dir que FQxI està dirigit per "dos investigadors molt respectats que diuen que no són religiosos. El consell assessor científic de l'institut també està ple de científics de primer nivell". Persones crítics amb la Fundació John Templeton, com Sean Carroll, també han afirmat que estaven satisfets que la FQxI sigui independent.

## Membres notables
Els membres de FQXi inclouen, entre d'altres, les següents persones
- Scott Aaronson
- Anthony Aguirre
- Yakir Aharonov
- John Carlos Baez
- Julian Barbour
- John D. Barrow
- Jacob Biamonte
- Raphael Bousso
- Sean Carroll
- David Chalmers
- Paul Davies
- David Deutsch
- George F. R. Ellis
- Nicolas Gisin
- Brian Greene
- Sabine Hossenfelder
- Robert Lawrence Kuhn
- Seth Lloyd
- Roger Penrose
- Lisa Randall
- Martin Rees
- Carlo Rovelli
- Lee Smolin
- Leonard Susskind
- Gerard 't Hooft
- Max Tegmark
- Vlatko Vedral
- Steven Weinberg
- Frank Wilczek
- Stephen Wolfram
- Anton Zeilinger
- Wojciech Zurek